# Abbaye du Mas-Cailloup de Pamiers
L'ancienne abbaye du Mas-Cailloup de Pamiers, dite également « Mas-Vieux », dédiée à saint Antonin de Pamiers, se trouve en rive gauche de l'Ariège, dans une boucle de la rivière, face au centre-ville.

## Historique
L'existence du monastère serait attestée à partir de 961, date du premier document disponible de Pamiers. Ruinée au XVIe siècle durant les guerres de Religion, elle a été restaurée en 1672 et 1716.
Les lieux sont acquis par la commune de Pamiers en 1989.
Elle fait l'objet d'un classement partiel au titre des monuments historiques par arrêté du 2 octobre 1992.

## Description
Il ne subsiste de l'abbaye qu'une chapelle romane construite dans la première moitié du XIIe siècle mais très modifiée postérieurement à sa destruction par les huguenots.

## Valorisation du patrimoine
L'association Cailloup - Saint Antonin œuvre pour la restauration et la mise en valeur du site et de son environnement. En 2013, l'association Bi del mas Bielh a renoué avec un lointain passé en plantant une vigne en gamay, d'un verger et d'un jardin de plantes aromatiques.

## Galerie

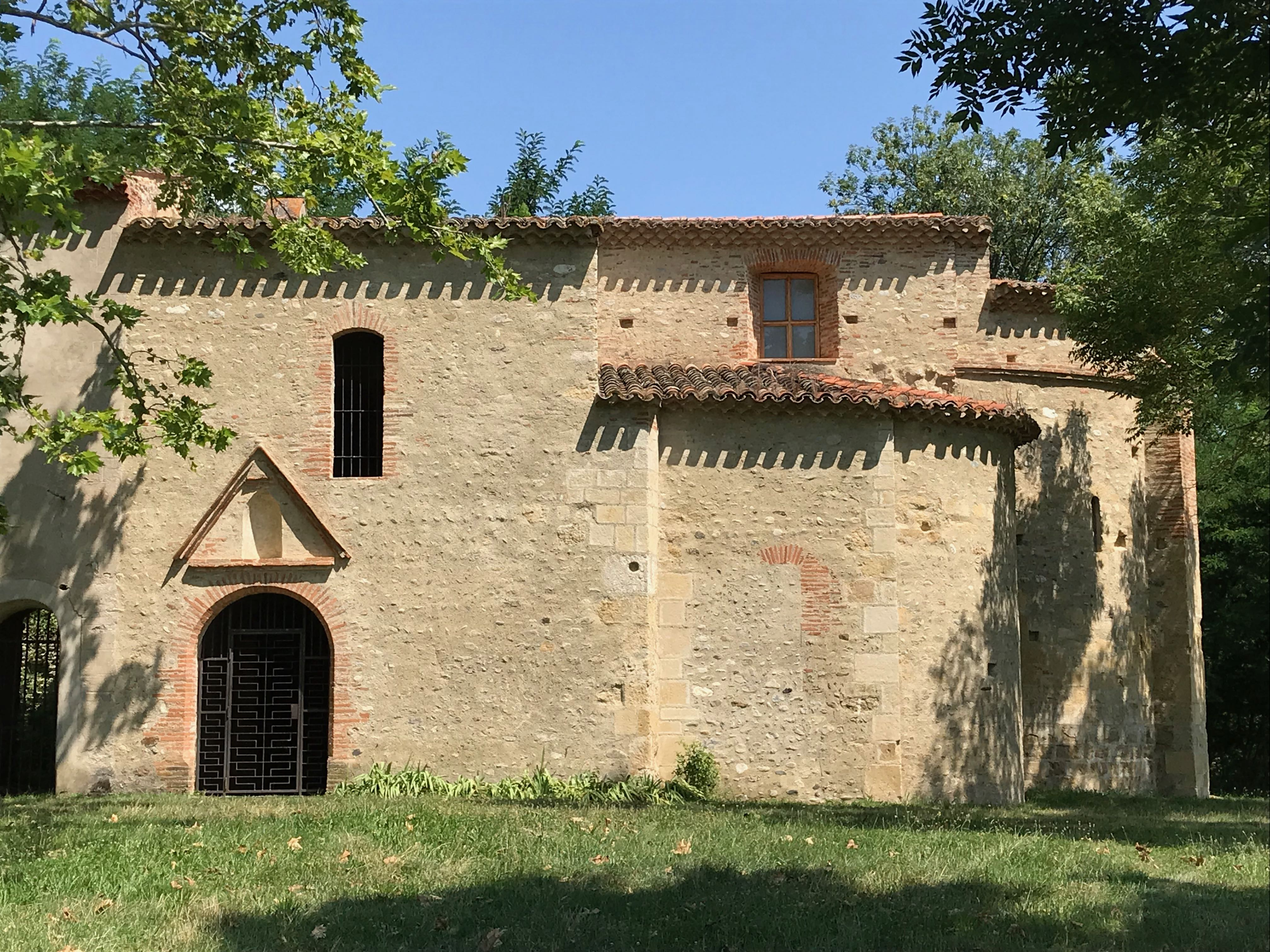
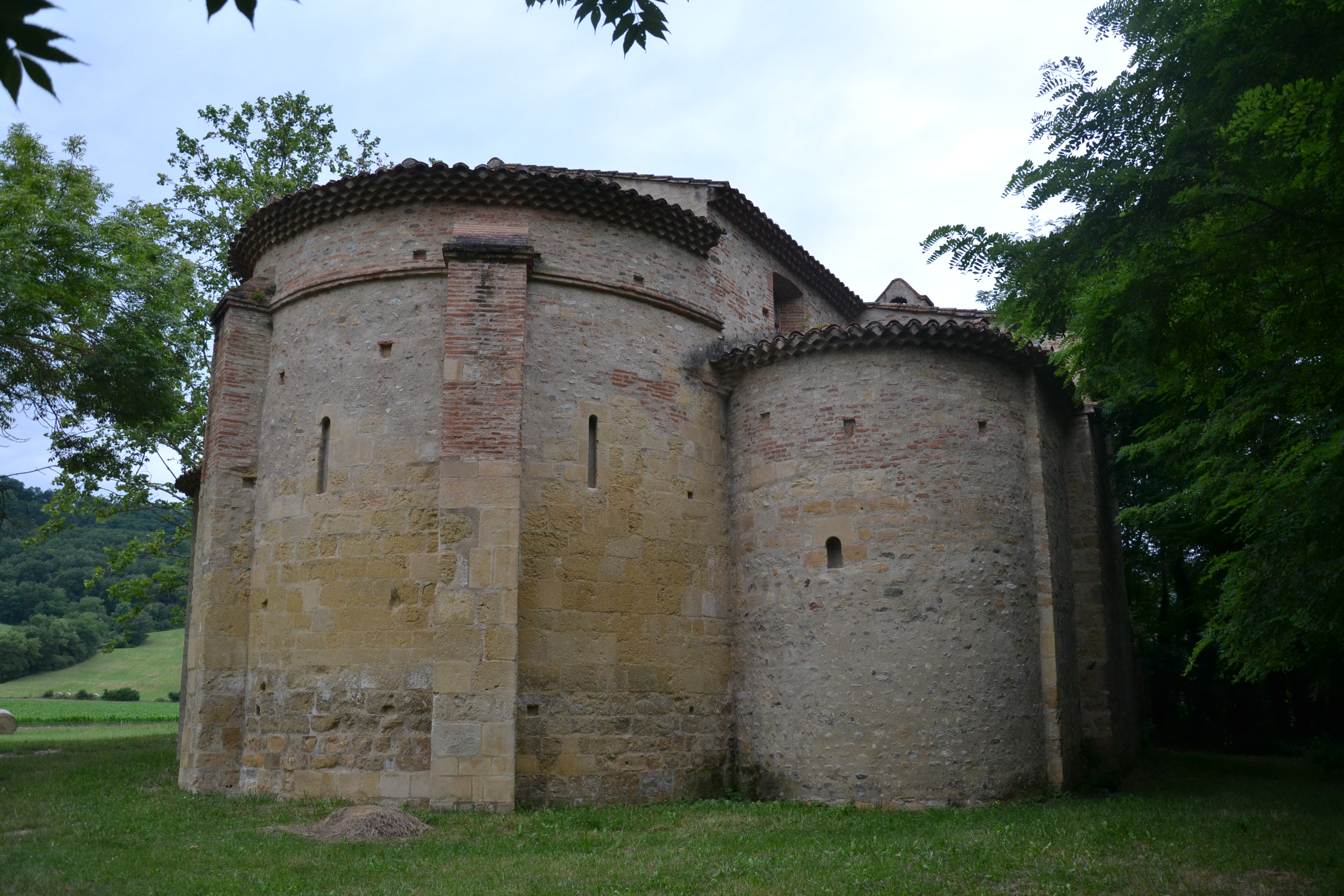
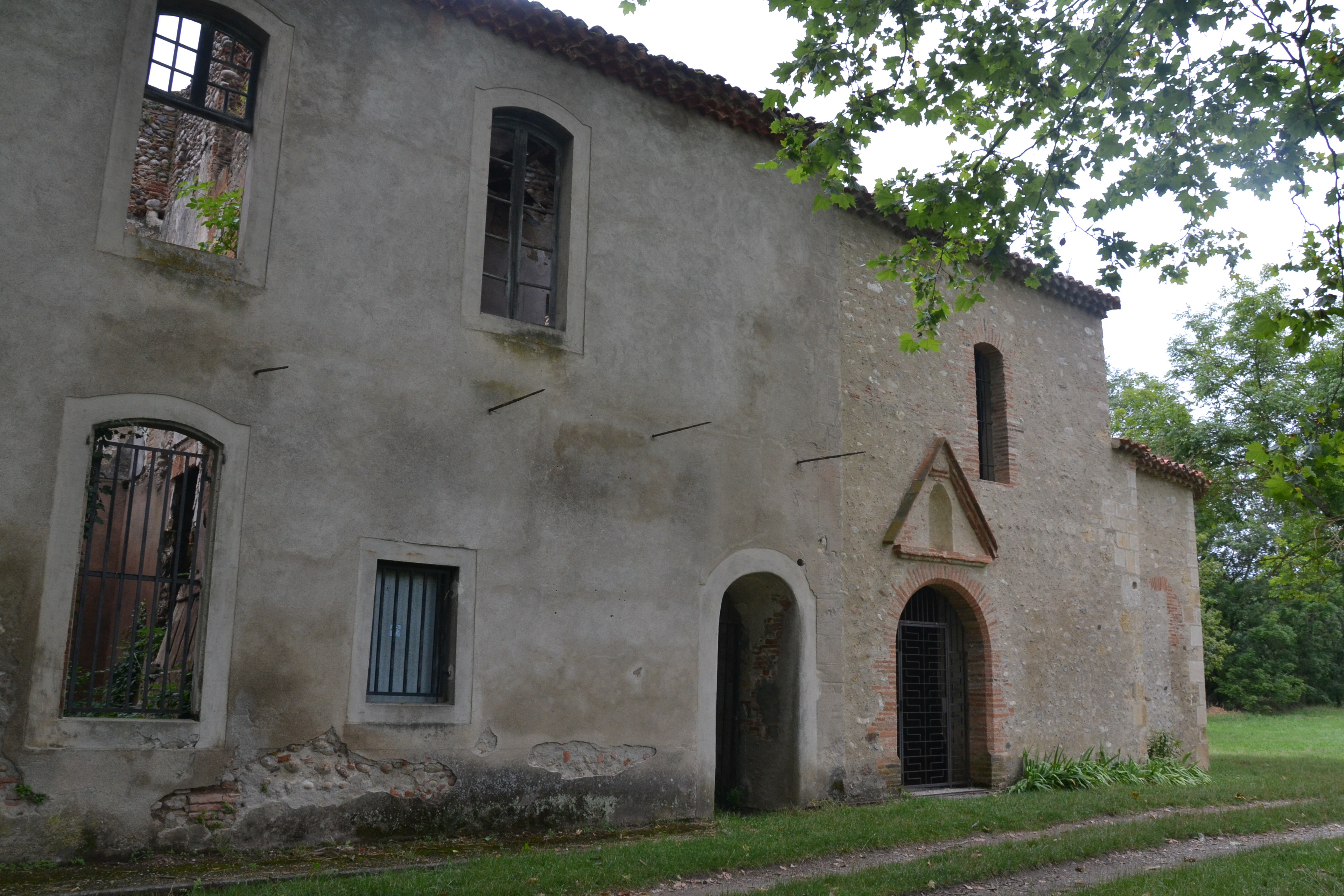
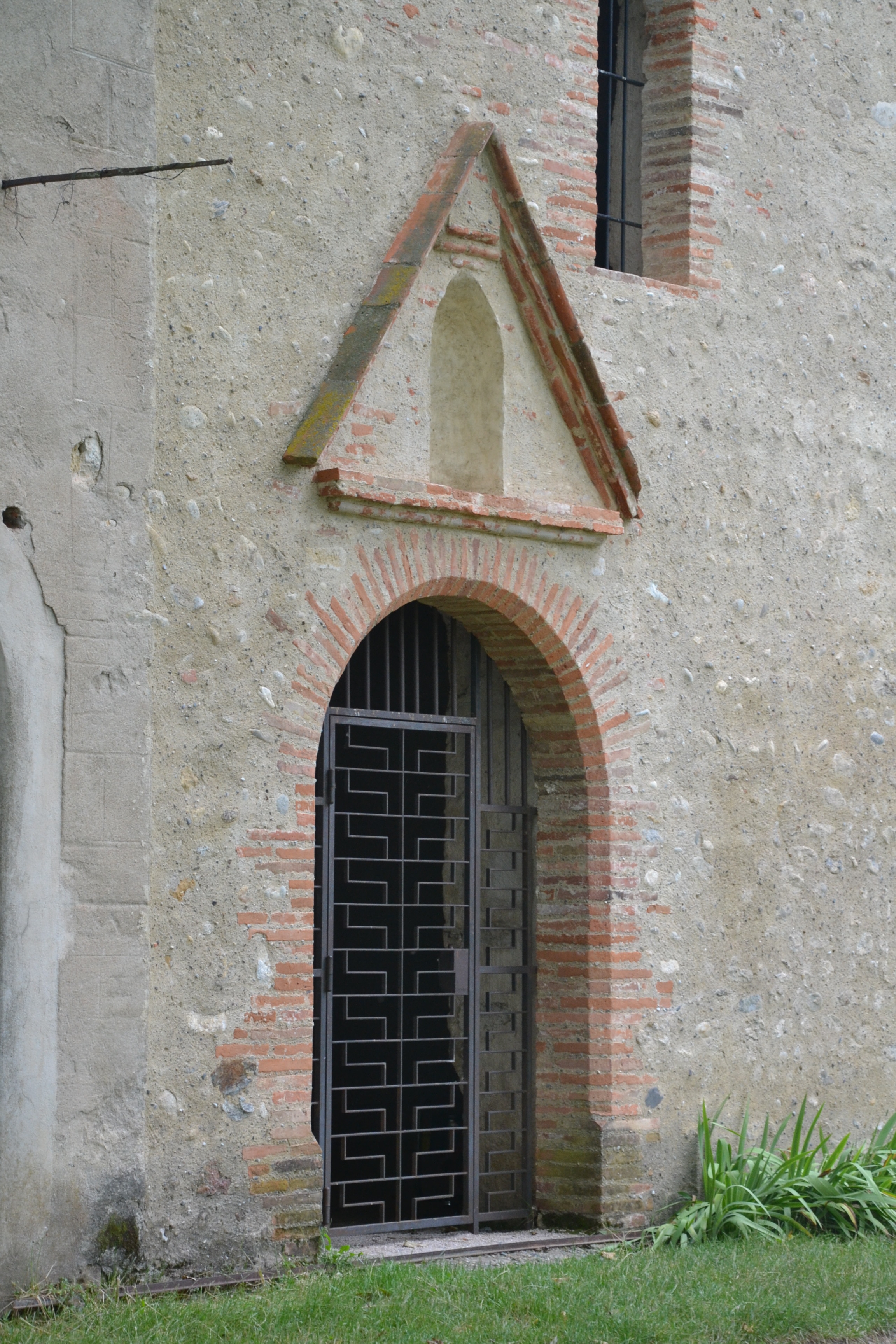